# San Pantaleo
San Pantaleo är en kyrkobyggnad i Rom, helgad åt den helige martyren Pantaleon. Kyrkan är belägen vid Piazza di San Pantaleo i Rione Parione och tillhör församlingen San Lorenzo in Damaso.
I kyrkan vördas den helige ordensgrundaren Josef av Calasanzs reliker.

## Historia
Det har inte klarlagts när den första kyrkan på denna plats uppfördes, men den nämns i en bulla promulgerad av påve Urban III år 1186. I bullan bär kyrkan namnet S. Pantaleonis de Pretecarolis.
Kyrkobyggnaden har undergått ett flertal restaureringar under årens lopp. År 1418 lät Alessandro Savelli restaurera kyrkan. Åren 1681–1689 genomfördes en omfattande ombyggnad under ledning av Giovanni Antonio de Rossi. År 1806 ritade Giuseppe Valadier den nyklassicistiska fasaden, beställd av bankiren Giovanni Torlonia (1754–1829).

## Interiör
Högaltaruppsatsen är utförd av Carlo Murena och omramar Luigi Acquistis relief, vilken framställer den helige Josef av Calasanz och andra ordenspräster. En Mariaikon, kallad Madonna delle Scuole Pie di San Pantaleo, är inkorporerad i reliefen; ikonen donerades till kyrkan av Aurora Berti (död 1720), konsekrerad jungfru från Perugia.
Takfresken Jungfru Marie namns förhärligande är ett verk från 1687–1692 av Filippo Gherardi.

### Höger sida
Cappella del Santissimo Crocifisso
Första sidokapellet på höger hand är invigt åt den korsfäste Kristus. Över altaret hänger ett 1700-talskrucifix.
Cappella di San Giuseppe
Andra sidokapellet är invigt åt den helige Josef. Altarmålningen framställer Den helige Josefs död och är attribuerad åt Sebastiano Ricci. Under altaret finns den helige martyren Flavianus reliker.

### Vänster sida
Cappella di Sant'Anna
Första sidokapellet på vänster hand är invigt åt den heliga Anna, Marias moder och smyckas av Bartolomeo Bosis altarmålning De heliga Anna och Joakim med den unga Jungfru Maria.
Cappella di San Pantaleo
Det andra sidokapellet till vänster är invigt åt den helige Pantaleon. Altarmålningen visar Pantaleon som botar de sjuka; den är utförd av Tommaso Amedeo Caisotti efter ett original av Mattia Preti. Under altaret vilar den salige Pietro Casani (1570–1647).
I kyrkan vilar naturforskaren Giovanni Alfonso Borelli.

## Bilder
| - Gravmonument över Aurora Berti, utfört av Lorenzo Merlini. |